# Cratere Bernini
Bernini è un cratere d'impatto presente sulla superficie di Mercurio, a 80,32° di latitudine sud e 140,97° di longitudine ovest, nella maglia Bach, in prossimità dei crateri Cervantes e van Gogh. Il suo diametro è pari a 168,13 km.
Il cratere è dedicato allo scultore italiano Gian Lorenzo Bernini.